# José Marques da Silva

José Marques da Silva (Oporto, 18 de octubre de 1869 — Oporto, 6 de junio de 1947) fue un arquitecto portugués.

## Vida
Estudió en la Academia Portuense de Bellas Artes, partió para París donde vivió entre 1889 y 1896 obteniendo el diploma de arquitecto con altas calificaciones.
Regresó a Portugal y se creó rápidamente un nombre, por el número y la importancia de los trabajos que proyectó y construyó, algunos de los cuales fueron premiados en la Exposición Universal de Paris de 1900 y en la de Río de Janeiro 1908, con medallas de plata y oro. Fue profesor de arquitectura en la Escuela de Bellas Artes de Oporto y en 1913 se convirtió en su Director, jubilándose por causa de su edad en 1939. Fue Académico de Honor de las Academias de Bellas Artes de Lisboa y Oporto, y oficial de la Orden de Santiago.

## Obra
- Teatro Nacional S. João (1909), en Oporto
- Estación Ferroviaria de Porto - São Bento (1896-1900), en Oporto
- Liceu Alexandre Herculano (1914)
- Liceu Rodrigues de Freitas (1918)
- Casa de Serralves (1925)
- Templo de São Torcato, em Guimarães
- Santuario da Penha, em Guimarães
- Edifício de la Compañía de Seguros "A Nacional" (1919), en la Praça da Liberdade, en Oporto
- Edifício de los Grandes Almacenes Nascimento, hoy Galerías Palladium (1914), esquina de la Rua de Santa Catarina con Passos Manuel, en Oporto
- Edifício de la Sociedad Martins Sarmento, en Guimarães
- Mercado Municipal, 1927, Guimarães

- Datos: Q357477
- Multimedia: José Marques da Silva / Q357477